# Theope wallacei
Theope wallacei is een vlindersoort uit de familie van de prachtvlinders (Riodinidae), onderfamilie Riodininae.
Theope wallacei werd in 1998 beschreven door Hall, J.